# تی‌بی‌وای سیولف
تی‌بی‌وای سیولف (به انگلیسی: Consolidated_TBY_Sea_Wolf) یک هواگرد از نوع هواگرد اژدرافکن ساخت شرکت Consolidated Aircraft است. هواگرد تی‌بی‌وای سیولف نخستین پروازش را در ۲۲ دسامبر ۱۹۴۱ میلادی انجام داد. این هواگرد در سال ۱۹۴۴ میلادی رسماً معرفی گردید. در مجموع، تعداد ۱۸۰ فروند از این هواگرد ساخته شده است.